# Claudia Cabrera Espinosa
Claudia Cabrera Espinosa (Ciudad de México, 1984) es una escritora, investigadora y docente mexicana. 

## Reseña biográfica
Claudia Cabrera Espinosa es doctora en Letras por la UNAM, en donde imparte clases de Literatura Española. Cursó un máster de Edición en la Universidad Autónoma de Madrid y realizó estudios en la Escuela de Escritores de la Sogem. En 2014 fue becaria del programa Jóvenes Creadores del Fonca en la categoría de Cuento. 
Entre 2017 y 2021 fue columnista en la revista Este País, y actualmente es investigadora posdoctoral en El Colegio de México y miembro del Sistema Nacional de Investigadores. Sus líneas de investigación son la literatura fantástica hispánica y la literatura española moderna y contemporánea. Sus artículos abordan la obra de autores como Emilia Pardo Bazán, José María Merino, Amparo Dávila y Cristina Fernández Cubas, entre otros.
Es autora de los libros de relatos Los desterrados (Fondo de Cultura Económica, 2023), Posibilidad de los mundos, con el que obtuvo el premio Ciudad y Literatura José Emilio Pacheco en 2019, y Las ondulaciones del mar (Eolas, España, 2020), y de los libros para niños El cuaderno de Ana, Una historia de aventis y El sauce ladrón, además de diversos cuentos publicados en antologías, revistas y suplementos culturales. 
En 2023 fue seleccionada para participar en el Encuentro Internacional de Cuentistas de la Feria Internacional del libro de Guadalajara. 

## Distinciones
- Premio Ciudad y Literatura José Emilio Pacheco en 2019, otorgado por la FIL de Guadalajara, por el libro Posibilidad de los mundos.
- Tercer lugar del concurso Cuenta Conmigo del Consejo Nacional para el Fomento Educativo, 2012, por el libro El cuaderno de Ana.
- Mención honorífica en el xi Premio Nacional de Cuento Beatriz Espejo, 2011, por “Ionic King”.

Libros de relatos

## Publicaciones
2023: Los desterrados, Fondo de Cultura Económica.
2020: Las ondulaciones del mar, Eolas Ediciones.
2019: Posibilidad de los mundos, Universidad de Guadalajara.
Libros infantiles y juveniles
2013: El sauce ladrón, Dignifica tu Vida, IAP.
2012: Una historia de aventis, Dignifica tu Vida, IAP.
2012: El cuaderno de Ana, Consejo Nacional de Fomento Educativo.

### Cuentos en antologías
2023: Noctámbulos. Antología de voces latinoamericanas, Lapislázuli.
2022: Sarli Mercado y Lori DiPrete (eds. y trads.), Mountains and Thee or Four Ríos, Meninas Cartoneras Editorial (Madison, Wisconsin).
2022: Alberto Chimal (coord.), Siglo que sueña. Narrativa mexicana actual de imaginación fantástica, Lugar Común, 2022. 
2020: Marcial Fernández (ed.), El espejo de Beatriz, vol. 2, Ficticia, 2020.
2015: Acapulco en su tinta II, Axial, 2015.
2014: Antología de letras, dramaturgia, guión cinematográfico y lenguas indígenas Jóvenes Creadores del Fonca, Conaculta, 2014.
2004: Tentación de decir, UNAM.

### Antóloga
Noctámbulos. Antología de voces latinoamericanas, Cholula: Lapislázuli, 2023.